# Oddział Wioślarski Sokoła Krakowskiego
Oddział Wioślarski Towarzystwa Gimnastycznego „Sokół” w Krakowie (nazwy skrócone: Oddział Wioślarski Sokoła Krakowskiego lub O.W.S.K) – sekcja wioślarska założona w 1892 roku w Krakowie przez lokalne Towarzystwo Gimnastyczne „Sokół”. Członek założyciel Polskiego Związku Towarzystw Wioślarskich. Rozwiązana w 1950 roku.

## Historia

### Działalność pod zaborami
Pierwszym klubem wioślarskim w Krakowie było Krakowskie Towarzystwo Wioślarskie, powstałe w roku 1884. Wobec braku szerszego zainteresowania, towarzystwo to szybko zaczęło podupadać, pomimo zatrudnienia trenera i zakupienia kilku łodzi półwyczynowych. Łodziami tymi zainteresowało się krakowskie Towarzystwo Gimnastyczne „Sokół”, które odkupiło je w 1891 roku od upadającego klubu wioślarskiego. Pierwsze zajęcia i wycieczki wioślarskie rozpoczęto jeszcze w tym samym roku. Za datę powstania Oddziału Wioślarskiego Krakowskiego Sokoła uznaje się jednak rok 1892, wtedy bowiem TG „Sokół” zatwierdziło regulamin Oddziału i wybrało jego naczelnikiem Józefa Rudnickiego. W tym samym roku J. Rudnicki nabył z własnych funduszy i przekazał Oddziałowi dworek nad Wisłą, mający służyć jako klubowa przystań.
W początkowych latach działalność O.W.S.K. ograniczała się do wycieczek wioślarskich. W 1896 roku Oddział zorganizował pierwsze zawody w Krakowie, zapraszając zaprzyjaźnione Warszawskie Towarzystwo Wioślarskie. Późniejsze regaty wioślarskie odbywały się w Krakowie średnio raz na rok. W tamtym okresie równie ważną działalnością, co uprawianie sportu, było kultywowanie przez członków TG „Sokół” polskości i podtrzymywanie z rodakami więzi społecznych. Stan osobowy sekcji oscylował przed I wojną światową wokół 50 członków. Wioślarstwo było sportem relatywnie drogim i tylko ludzi zamożnych stać było na opłacanie składek członkowskich.
Przez pierwszych dwadzieścia lat największą bolączką O.W.S.K było przechowanie łodzi wioślarskich. Pierwsza przystań klubowa nie nadawała się za bardzo do tego celu, a zakupiona w roku 1901 przystań pływająca, wymagała ciągłych poważnych remontów. Powodowało to problemy finansowe Oddziału i konflikty w jego gronie. Problem rozwiązało przekazanie przez Zarząd Krakowa w roku 1913 gruntu nad Wisłą przy ul. Kościuszki 2. Latem tego samego roku powstał na tym terenie obszerny hangar na łodzie wraz z szatniami. W okresie tym O.W.S.K. posiadał już liczny tabor wodny – w tym nowoczesne łodzie wyczynowe.
Wybuch I wojny światowej wstrzymał na jakiś czas działalność wioślarską Oddziału. Przystań zajęła armia, władze zakazały wypływania na Wisłę (rzekę uznano za „obiekt wojskowy”), a większość członków sekcji wcielono do armii. Dzięki usilnym staraniom pozostałych członków O.W.S.K., już w 1917 nieruchomość klubu zwrócono i wznowiono treningi na wodzie. W tym samym roku, pomimo trwającej wojny, przeprowadzono zawody na Wiśle, z udziałem nowo powstałego klubu AZS Kraków.

### Galeria – pod zaborami

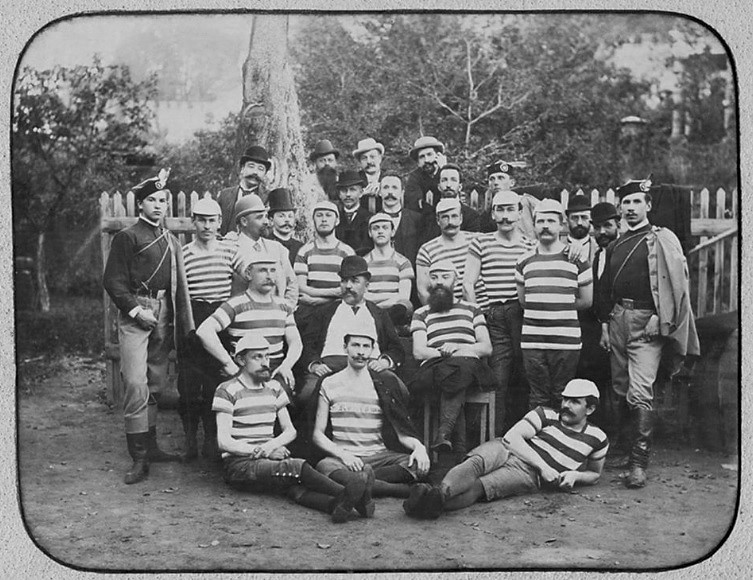
Zawodnicy O.W.S.K. w 1893
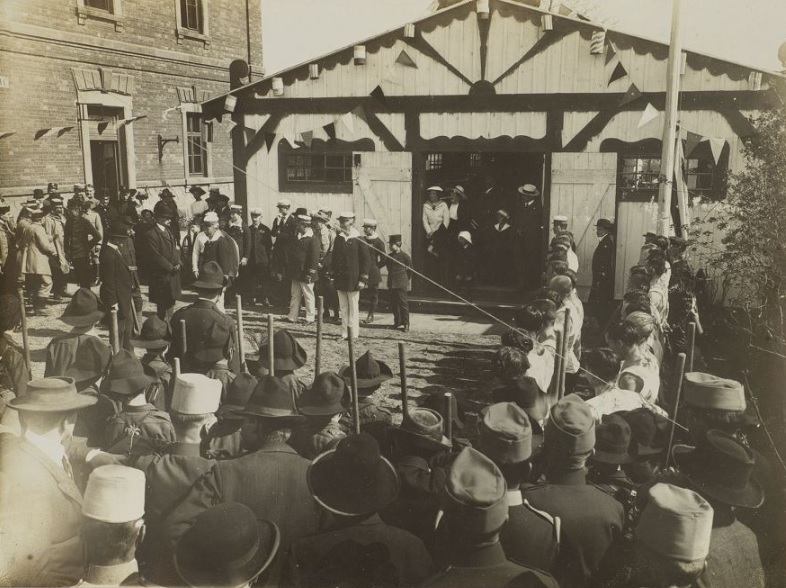
Obchody jubileuszu w 1917
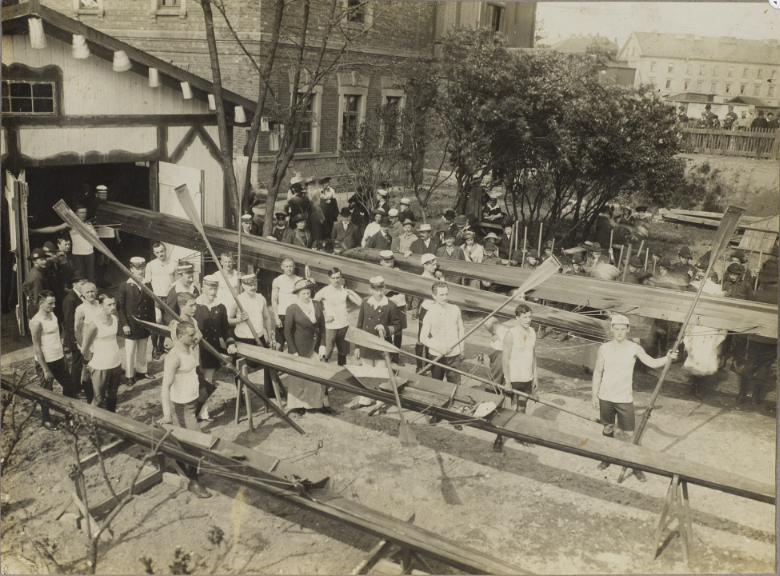
Jubileusz Oddziału w 1917

### Okres dwudziestolecia międzywojennego
Okres pierwszych lat po odzyskaniu przez Polskę niepodległości, to czas świetności O.W.S.K. Już w grudniu 1919 roku Oddział, wraz z dwunastoma innymi polskimi klubami, założył Polski Związek Towarzystw Wioślarskich. W kolejnych latach znacząco wzrosła liczba członków sekcji – z 45 w 1919 do 152 w 1922 roku. Zbiegło się to z zakończoną w 1923 roku rozbudową przystani. Wioślarze krakowskiego „Sokoła” stali się znaczącą siłą w Polsce. W najlepszym, 1933 roku, Oddział zajął 7. miejsce w klasyfikacji klubów PZTW (na 42 sklasyfikowane kluby). Od połowy lat trzydziestych coraz bardziej odczuwalny był brak zimowego basenu wioślarskiego i brak środków, aby zatrudnić zawodowego trenera. Wszystko to spowodowało spadek zainteresowania wioślarstwem wyczynowym – na rzecz turystyki wioślarskiej. Wyniki sportowe po 1933 roku pogorszyły się znacząco.

### Galeria – między wojnami

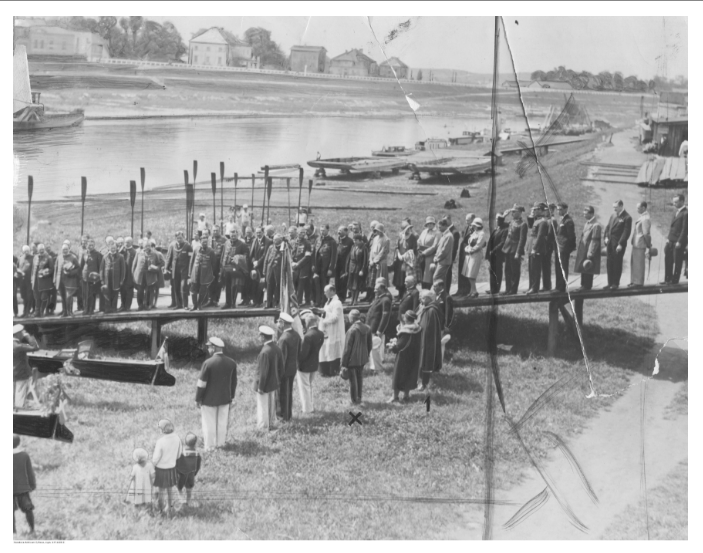
Chrzest łodzi w roku 1930
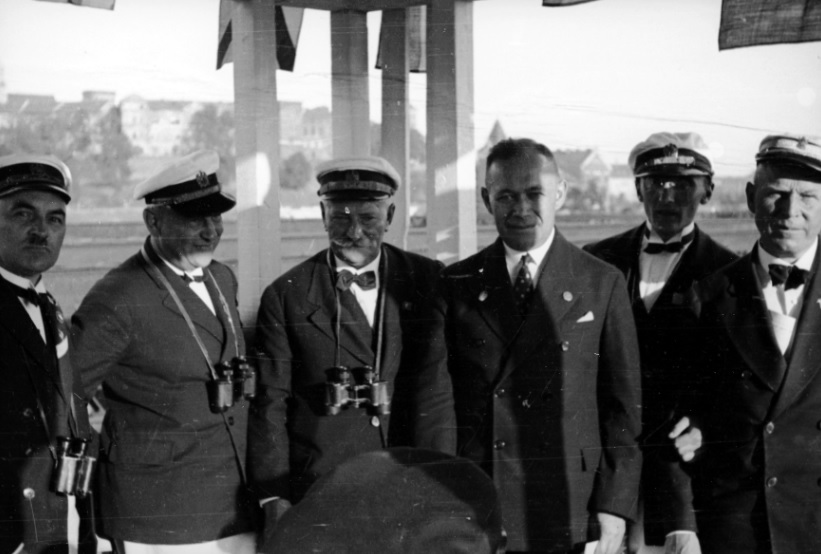
Władze O.W.S.K. w 1932.jpg
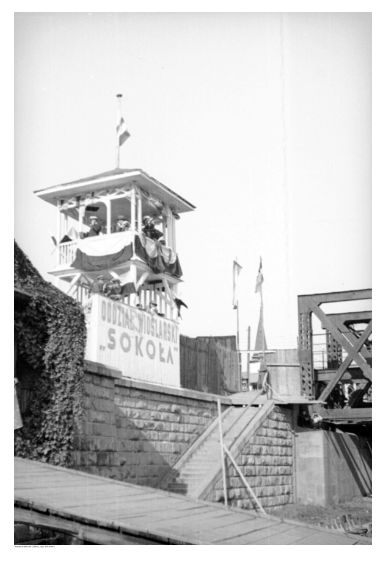
Przystań w roku 1932 (od strony Wisły)
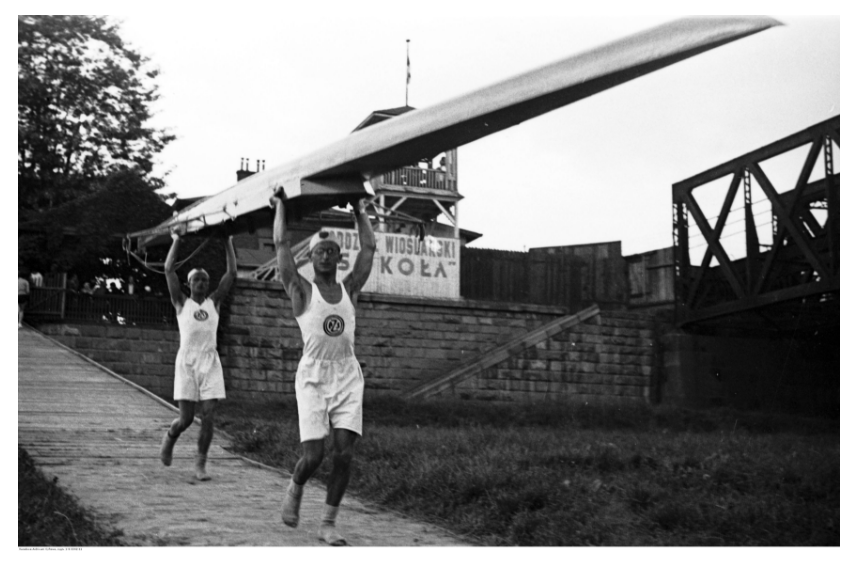
OsadaAZS Kraków na tle przystani O.W.S.K.
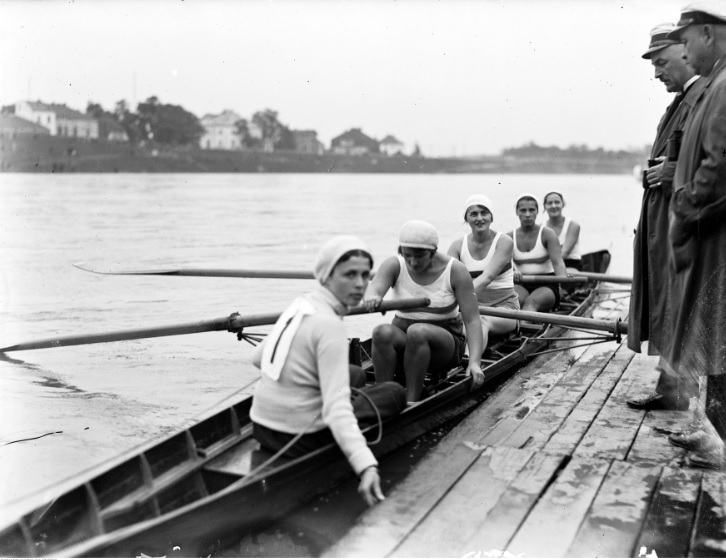
Zawodnczki O.W.S.K. w 1932.jpg

### II wojna i okres powojenny
II wojna światowa przerwała działalność Oddziału Wioślarskiego, a Niemcy przejęli jego majątek. Po zakończeniu wojny, krakowskie TG „Sokół” wznowiło na krótko działalność (w tym działalność Oddziału Wioślarskiego). Kres „Sokołowi” przyniosły działania Urzędu Bezpieczeństwa, który w dniu 31 lipca 1947 opieczętował siedzibę towarzystwa, odebrał dokumenty i zezwolenia na prowadzenie działalności. Formalna likwidacja towarzystwa trwała do roku 1950.
W roku 1989 dokonano reaktywacji Towarzystwa Gimnastycznego „Sokół” w Krakowie. Towarzystwo nie wskrzesiło jednak Oddziału Wioślarskiego.

### Naczelnicy Oddziału Wioślarskiego
Naczelnikami O.W.S.K. były następujące osoby:
- Józef Rudnicki (1892–1904 i 1909),

- Marceli Fischer (1905–1906),

- hrabia Władysław Rostworowski (1907),

- Szczęsny Ruciński (1908),

- Franciszek Tiesler (1910),

- Anastazy Róg (1911–1912),

- Tadeusz Jaszczurowski (1913–1921),

- Kazimierz Szczepański (1922),

- Marian Dąbrowski (1922),

- hrabia Franciszek Ksawery Pusłowski (1922–1939).

## Zawodnicy

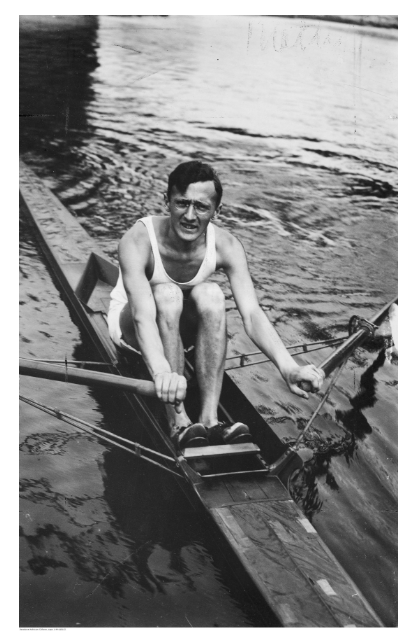
Włodzimierz Długoszewski na Mistrzostwach Europy w 1929

Najwybitniejszym zawodnikiem sekcji był skifista Włodzimierz Długoszewski. Po przejściu z AZS Kraków, zdobył dla O.W.S.K. dwa tytuły mistrza Polski – w 1929 i 1930 roku. W roku 1929 reprezentował Polskę na Mistrzostwach Europy w Wioślarstwie w Bydgoszczy, na których zajął IV miejsce.

## Wyniki sportowe O.W.S.K.
W latach dwudziestolecie międzywojennego, Oddział Wioślarski Sokoła Krakowskiego odnotowywał następujące wyniki w rywalizacji sportowej PZTW (miejsca w klasyfikacji klubowej według tabel punktacyjnych PZTW za poszczególne lata):
- w 1925 – 6. miejsce na 12 klubów[4],
- w 1926 – 14. miejsce na 14 klubów[4],
- w 1927 – 12. miejsce na 15 klubów[4],
- w 1928 – 9. miejsce na 13 klubów[5],
- w 1929 – 10. miejsce na 19 klubów[6],
- w 1930 – 7. miejsce na 22 kluby[7],
- w 1931 – 12. miejsce na 27 klubów[8],
- w 1932 nie sklasyfikowany[9],
- w 1933 – 7. miejsce na 42 kluby[10],
- w 1934 – 30. miejsce na 41 klubów[11],
- w 1935 i 1936 nie sklasyfikowany[12][13],
- w 1937 – 37. miejsce na 41 klubów[14],
- w 1938 nie sklasyfikowany[15],
- w 1939 – 21. miejsce na 36 klubów[16].

Warto jednak zauważyć, iż wiele klubów w rywalizacji tej nie uczestniczyło lub nie zdołało w danym roku zdobyć punktów.

## Koło Kajakowe O.W.S.K.
Przy Oddziale Wioślarskim Sokoła Krakowskiego od roku 1929 działa autonomiczna sekcja kajakarska, zwana początkowo Kołem Kajakowców, a potem Kołem Kajakowym. Siedziba Koła mieściła się przy ul. Emaus 41a w Krakowie. Aktywność członków ograniczała się do wycieczek kajakowych.